# حكومة سعد الحريري الثالثة

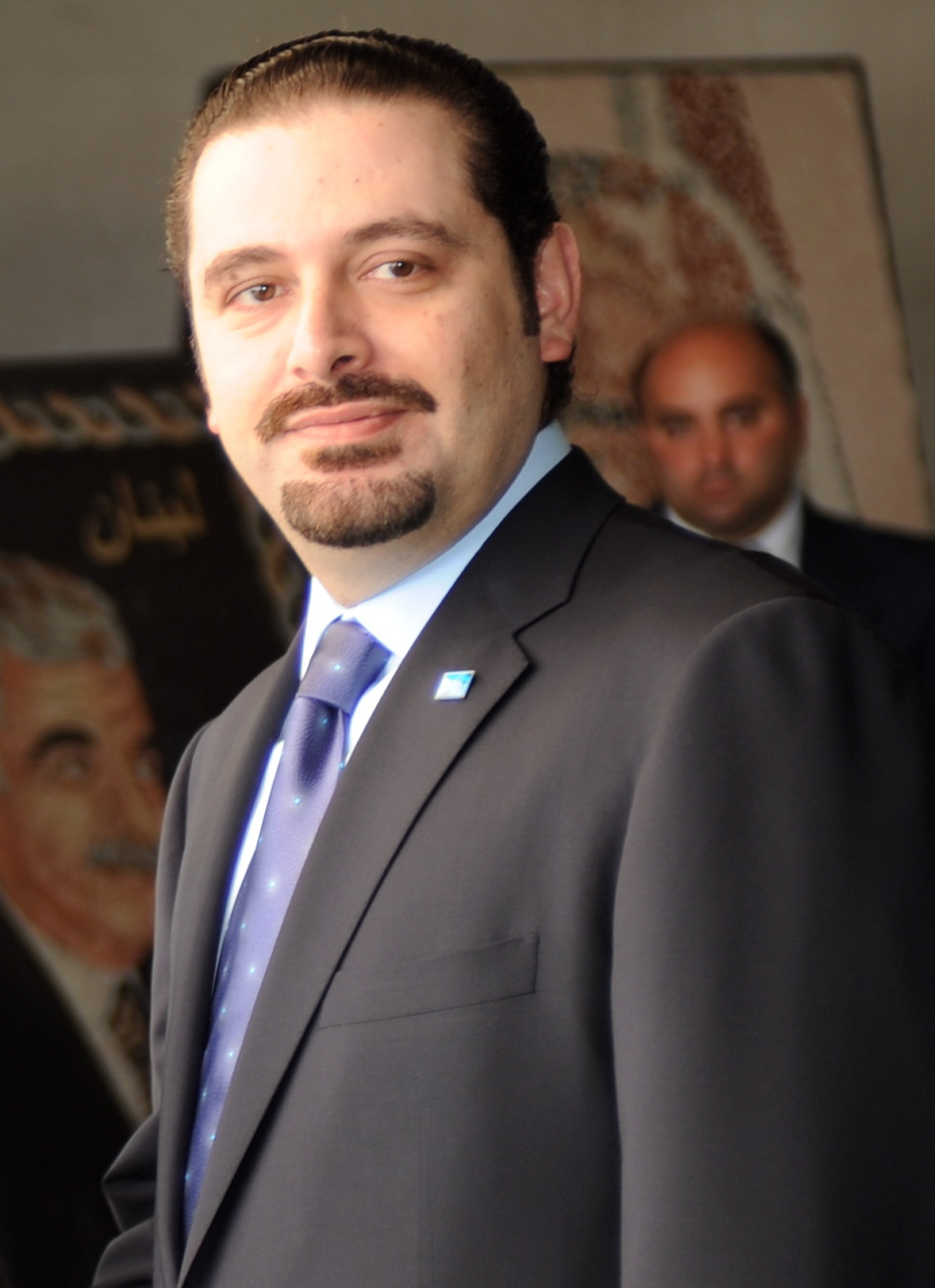

الحكومة اللبنانية الخامسة والسبعون بعد الاستقلال والثانية بعهد الرئيس ميشال عون، وهي الحكومة الثالثة التي يرأسها سعد الدين الحريري، صدرت مراسيم تشكيلها في 31 كانون الثاني 2019. وضمت الحكومة 30 وزيراً بينهم أربع نساء لأول مرة. استقالت الحكومة في 29 أكتوبر 2019، وذلك بعد مرور 13 يومًا على الاحتجاجات اللبنانية 2019، وبعد ذلك، كلف رئيس الجمهورية ميشال عون الحكومة بتصريف الأعمال لحين تحديد موعد الاستشارات النيابية.

## تشكيلة الحكومة
| الوزارة                                          | اسم الوزير             | الطائفة     | الحزب السياسي                                             | المحافظة            |
| ------------------------------------------------ | ---------------------- | ----------- | --------------------------------------------------------- | ------------------- |
| رئيس مجلس الوزراء                                | سعد الدين الحريري      | السنة       | تكتل لبنان أولاً - تيار المستقبل                           | محافظة بيروت        |
| نائب رئيس مجلس الوزراء                           | غسان حاصباني           | روم أرثوذكس | تكتل الجمهورية القوية - القوات اللبنانية                  | محافظة بيروت        |
| وزير الخارجية والمغتربين                         | جبران باسيل            | موارنة      | تكتل لبنان القوي - التيار الوطني الحر                     | محافظة الشمال       |
| وزير الدفاع الوطني                               | الياس أبو صعب          | روم أرثوذكس | حصة رئيس الجمهورية - التيار الوطني الحر                   | محافظة جبل لبنان    |
| وزير الداخلية والبلديات                          | ريا الحسن              | السنة       | تكتل لبنان أولاً - تيار المستقبل                           | محافظة الشمال       |
| وزير المالية                                     | علي حسن خليل           | الشيعة      | حركة أمل                                                  | محافظة النبطية      |
| وزير العدل                                       | البير سرحان            | روم أرثوذكس | حصة رئيس الجمهورية - التيار الوطني الحر                   | محافظة الشمال       |
| وزير الاتصالات                                   | محمد شقير              | السنة       | تكتل لبنان أولاً - تيار المستقبل                           | محافظة بيروت        |
| وزير الطاقة والمياه                              | ندى بستاني             | موارنة      | تكتل لبنان القوي - التيار الوطني الحر                     | محافظة جبل لبنان    |
| وزير الأشغال العامة والنقل                       | يوسف فنيانوس           | موارنة      | تيار المردة                                               | محافظة الشمال       |
| وزير التربية والتعليم العالي                     | أكرم شهيب              | دروز        | اللقاء الديمقراطي - الحزب التقدمي الاشتراكي               | محافظة جبل لبنان    |
| وزير الصحة العامة                                | جميل جبق               | الشيعة      | حزب الله                                                  | محافظة البقاع       |
| وزير العمل                                       | كميل أبو سليمان        | موارنة      | تكتل الجمهورية القوية - القوات اللبنانية                  | محافظة الشمال       |
| وزير دولة للشؤون الإجتماعية                      | ريشارد قيومجيان        | الأرمن      | تكتل الجمهورية القوية - القوات اللبنانية                  | محافظة جبل لبنان    |
| وزير الاقتصاد والتجارة                           | منصور بطيش             | موارنة      | تكتل لبنان القوي - التيار الوطني الحر                     | محافظة جبل لبنان    |
| وزير الإعلام                                     | جمال الجراح            | السنة       | تكتل لبنان أولاً - تيار المستقبل                           | محافظة البقاع       |
| وزير دولة لشؤون المهجرين                         | غسان عطالله            | روم كاثوليك | تكتل لبنان القوي - التيار الوطني الحر                     | محافظة جبل لبنان    |
| وزير الشباب والرياضة                             | محمد فنيّش              | الشيعة      | حزب الله                                                  | محافظة الجنوب       |
| وزير السياحة                                     | أواديس كيدانيان        | الأرمن      | تكتل لبنان القوي - حزب الطشناق                            | محافظة بيروت        |
| وزير البيئة                                      | فادي جريصاتي           | روم كاثوليك | تكتل لبنان القوي - التيار الوطني الحر                     | محافظة البقاع       |
| وزير الزراعة                                     | حسن اللقيس             | الشيعة      | حركة أمل                                                  | محافظة بعلبك الهرمل |
| وزير الصناعة                                     | وائل أبو فاعور         | دروز        | اللقاء الديمقراطي - الحزب التقدمي الاشتراكي               | محافظة البقاع       |
| وزير الثقافة                                     | محمد داوود داوود       | الشيعة      | حركة أمل                                                  | محافظة الجنوب       |
| وزير دولة لشؤون مجلس النواب                      | محمود قماطي            | الشيعة      | حزب الله                                                  | محافظة بيروت        |
| وزير دولة لشؤون التنمية الإدارية                 | مي شدياق               | موارنة      | تكتل الجمهورية القوية - القوات اللبنانية                  | محافظة بيروت        |
| وزير دولة لشؤون النازحين                         | صالح الغريب            | الدروز      | حصة رئيس الجمهورية - الحزب الديمقراطي اللبناني            | محافظة جبل لبنان    |
| وزير دولة لشؤون رئاسة الجمهورية                  | سليم جريصاتي           | روم كاثوليك | حصة رئيس الجمهورية - التيار الوطني الحر                   | محافظة البقاع       |
| وزير دولة لشؤون تكنولوجيا المعلومات والإستثمار   | عادل أفيوني            | السنة       | مستقل                                                     | محافظة الشمال       |
| وزير دولة لشؤون التمكين الاقتصادي للنساء والشباب | فيوليت خير الله الصفدي | روم أرثوذكس | تكتل لبنان أولاً - تيار المستقبل                           | محافظة الشمال       |
| وزير دولة لشؤون التجارة الخارجية                 | حسن مراد               | السنة       | حصة رئيس الجمهورية - ممثل اللقاء التشاوري للسنة المستقلين | محافظة البقاع       |

| سبقه حكومة سعد الحريري الثانية | حكومة سعد الحريري الثالثة 31 كانون الثاني 2019- 21 كانون الثاني 2020 | تبعه حكومة حسان ذياب الاولى |

## وصلات خارجية
- موقع رئاسة مجلس الوزراء الرسمي